# Petäjäjärvi (sjö i Norra Savolax)
Petäjäjärvi är en sjö i Finland. Den ligger i kommunen Pielavesi i landskapet Norra Savolax, i den centrala delen av landet, 300 km norr om huvudstaden Helsingfors. Petäjäjärvi ligger 107,1 meter över havet. Den är 7 meter djup. Arean är 2,44 kvadratkilometer och strandlinjen är 14,29 kilometer lång. Sjön  ingår i Kymmene älvs huvudavrinningsområde.   I omgivningarna runt Petäjäjärvi växer i huvudsak blandskog.
I övrigt finns följande i Petäjäjärvi:
- Talassaari (en ö)